# Туше, Джеймс, 3-й граф Каслхейвен
Джеймс Туше (англ. James Tuchet; примерно 1612 — 11 октября 1684, Килкаш, Типперэри, Ирландия) — английский аристократ, 3-й граф Каслхейвен и 3-й барон Одли из Орье с 1631 года, 1-й барон Одли из Хейли с 1633. Старший сын Мервина Туше, 2-го графа Каслхейвена. Добился осуждения и казни отца за содомию и изнасилование (1631), позже участвовал в ирландском католическом восстании, в ряде войн на континенте. Оставил мемуары, впервые изданные в 1680 году. Умер бездетным, так что наследником стал его брат Мервин Туше.

## Биография
Джеймс Туше принадлежал к старинному рыцарскому роду из Дербишира. В 1403 году его предки получили титул барона Туше, в 1408 году унаследовали по женской линии титул барона Одли. Джордж Туше, 8-й барон Туше и 11-й барон Одли, получил в первые годы XVII века обширные владения в Ирландии, а в 1616 году — ирландские титулы графа Каслхейвена и барона Одли из Орье. Джеймс родился, по разным данным, в 1612 или 1617 году в семье сэра Мервина Туше, сына и наследника Джорджа, и его первой жены Элизабет Барнхем. В 1617 году Джордж умер, сэр Мервин стал 2-м графом Каслхейвеном, а Джеймс — единственным наследником семейных владений и титулов.
Мать Джеймса умерла в 1622 году. Спустя два года сэр Мервин женился во второй раз — на Анне Стэнли, особе королевской крови, одной из трёх наследниц своего отца, Фердинандо Стэнли, 5-го графа Дерби. Чтобы удержать её наследство в своей семье, граф Каслхейвен женил Джеймса на старшей дочери Анны от первого брака (с Греем Бриджесом, 5-м бароном Чандосом), Элизабет Бриджес. Однако в 1630 году внутри большой семьи произошёл конфликт.
Джеймс перед Тайным советом обвинил отца в содомии и насилии. По его словам, сэр Мервин сделал своими любовниками двух слуг, одному из которых даже приказывал вступать в сексуальные сношения с Элизабет, чтобы получить наследника от него, а не от Джеймса. Графиня эти обвинения поддержала, заявив, что дом её мужа заражён развратом и что она сама стала жертвой изнасилования. Графа арестовали и отдали под суд. Он настаивал на своей невиновности, говоря, что сын и жена пытаются совершить судебное убийство ради корысти, но пэры всё же признали его виновным и приговорили к смертной казни через отсечение головы. Английские владения и титулы Туше подлежали конфискации, тогда как ирландские переходили к старшему сыну (согласно одному из ирландских статутов, они являлись неотъемлемым имуществом).
14 мая 1631 года сэр Мервин был обезглавлен. Джеймс стал 3-м графом Каслхейвеном и 3-м бароном Одли из Орье, а два года спустя король Карл I вернул ему часть английских владений и заново создал для него титул барона Одли из Хейли. Суд над 2-м графом вызвал огромный интерес английского общества, жену Джеймса многие обвиняли в развращённости, так что ей пришлось испрашивать у короны специальное помилование. Чтобы забыть о скандале, 3-й граф уехал на континент. В 1638 году, когда обострилась ситуация в Шотландии, Карл I вызвал его в Англию, в 1639—1641 годах Туше заседал в парламенте, а после казни графа Страффорда уехал в Ирландию.
В октябре 1641 года в Ольстере началось католическое восстание. Туше предложил властям свою помощь, но те относились к нему с подозрением из-за его приверженности католической вере. Позже его обвинили в сотрудничестве с повстанцами и государственной измене и арестовали. Через пять месяцев граф сбежал. Боясь расправы и не имея возможности уехать на континент, он примкнул к восставшим. В последующие годы Туше командовал кавалерией в составе армии Конфедеративной Ирландии, заседал в верховном совете, был командующим в Манстере (1643), руководил ольстерской кампанией 1644 года и манстерской 1645. Из-за своей чрезмерной осторожности он не добился заметных успехов, а в Ольстере даже потерпел поражение и едва не попал под суд. 
Каслхейвен выступал за соглашение с роялистами против парламента. В 1646 году он участвовал в подготовке Дублина к обороне, а в начале 1647 года, когда велись переговоры о сдаче города, уплыл во Францию. Позже граф вернулся и принял участие в выработке условий нового договора между конфедерацией и роялистами (январь 1649). Командуя конницей, Туше воевал с противниками этого союза. В 1650 году он стал главнокомандующим в Лейнстере, но был вынужден отступить в Коннахт под напором армии Кромвеля. В 1652 году граф отправился во Францию, чтобы просить о военной помощи. Миссия закончилась неудачей, так как в это самое время шла Фронда, переросшая в гражданскую войну. Туше присоединился к армии принца Конде, в 1652 году попал в плен к Тюренну, но вскоре получил свободу благодаря вмешательству герцога Йоркского (впоследствии короля Англии Якова II).
До реставрации Стюартов в 1660 году граф оставался с Конде, воевавшим на стороне Испании против Франции. В июне 1658 года он участвовал в битве в Дюнах. Вернувшись в Англию, Туше получил от Карла II большую пенсию и был восстановлен в наследственных правах, но ему стоило большого труда восстановить контроль над всеми семейными владениями. Граф регулярно пытался вернуться к военной карьере: в 1663 году предлагал набрать отряд для службы Португалии, в 1667 году во главе ирландского полка сражался с французами во Фландрии, в августе 1678 года участвовал в битве при Монсе.
По окончании Голландской войны граф уехал в свои ирландские владения и там написал мемуары, впервые изданные в 1680 году. Это произведение, несмотря на множество фактических ошибок и преувеличение роли автора в описываемых событиях, считается очень ценным историческим источником. Джеймс Туше умер 11 октября 1684 года в Килкаше (графство Типперэри).

## Семья
Джеймс Туше был женат дважды. Его первая супруга Элизабет Бриджес умерла в 1679 году бездетной, после этого граф женился на Элизабет Грейвс, о которой практически ничего не известно, но и в этом браке не обзавёлся потомством. Наследником семейных владений и титулов стал младший брат Джеймса Мервин.